# Конрад Фердинанд Майер (награда)
Културната награда „Конрад Фердинанд Майер“ (на немски: Conrad-Ferdinand-Meyer-Preis) е учредена през 1937 г. от фондация „Конрад Фердинанд Майер“, Швейцария за възпоменание на писателя Конрад Фердинанд Майер. Присъжда се ежегодно на най-много трима художници, писатели или учени, които по някакъв начин са тясно свързани с кантон Цюрих.

## Носители на наградата (подбор)
- Макс Фриш (1938)
- Ерика Буркарт (1961)
- Хуго Льочер (1966)
- Адолф Мушг (1968)
- Юрг Федершпил (1969)
- Геролд Шпет (1970)
- Юрг Аклин (1971)
- Паул Ницон (1972)
- Макс Болигер (1974)
- Беат Брехбюл (1975)
- Херман Бургер (1980)
- Хансйорг Шертенлайб (1983)
- Хана Йоханзен (1987)